# 亚历克斯·格雷戈里
亚历克斯·格雷戈里（英語：Alex Gregory，1984年3月11日—），英国男子赛艇运动员。他曾代表英国参加2012年和2016年夏季奥林匹克运动会赛艇比赛，获得二枚金牌，均来自男子四人单桨无舵手项目。